# Sri Lanka i olympiska sommarspelen 2000
Sri Lanka deltog i de olympiska sommarspelen 2000 med en trupp bestående av 18 deltagare och de tog totalt en medalj. Susanthika Jayasinghes silvermedalj i friidrott (200 m) var landets första olympiska medalj sedan 1948. Från början var Jayasinghes medalj en bronsmedalj, men efter att amerikanskan Marion Jones som vann finalen på 200 meter erkänt att hon var dopad så uppgraderades Jayasinghe till en andraplats och en silvermedalj.

## Medaljer

### Silver
- Susanthika Jayasinghe - Friidrott, 200 m

## Friidrott
Herrarnas 400 meter
- Sugath Thilakaratne
  1. Omgång 1 - 45.48
  2. Omgång 2 - 45.54 (gick inte vidare)

- Rohan Pradeep Kumar
  1. Omgång 1 - 46 (gick inte vidare)

Herrarnas 400 meter häck
- Arijan Raja Ratnayake
  1. Omgång 1 - 50.43 (gick inte vidare)

Herrarnas 4 x 400 meter stafett
- Ratna Kumar, Rohan Pradeep Kumar, Lanka Perera Manura, Sugath Thilakaratne, Ranga Wimalawansa
  1. Omgång 1 - 03:06.25
  2. Semifinal - 03:02.89 (gick inte vidare)

Herrarnas maraton
- Sarath Prasanna Gamage
  1. Final - 2:34:39 (73:e plats)

Damernas 100 meter
- Susanthika Jayasinghe
  1. Omgång 1 - 11.15
  2. Omgång 2 - 11.23
  3. Semifinal - 11.33 (gick inte vidare)

Damernas 200 meter
- Susanthika Jayasinghe
  1. Omgång 1 - 22.53
  2. Omgång 2 - 22.54
  3. Semifinal - 22.45
  4. Final - 22.28 (Silver)

Damernas 400 meter
- Damayanthi Darsha
  1. Omgång 1 - 52.13
  2. Omgång 2 - 52.35 (gick inte vidare)

Damernas 400 meter häck
- Sriyani Kulawansa Fonseka
  1. Omgång 1 - 13.10
  2. Omgång 2 - 13.19 (gick inte vidare)

Damernas 4 x 100 meter stafett
- Damayanthi Darsha, Nimmi De Zoysa, Tamara Saman Deepika, Kumari Herath Pradeepa
  1. Omgång 1 - 44.51 (gick inte vidare)

## Segling
- Lalin Jirasinha

Finnjolle
-   1. Lopp 1 - 23
  2. Lopp 2 - 25
  3. Lopp 3 - 25
  4. Lopp 4 - (26) RET
  5. Lopp 5 - (26) DNC
  6. Lopp 6 - (26) DNC
  7. Lopp 7 - (26) DNC
  8. Lopp 8 - (26) DNC
  9. Lopp 9 - (26) DNC
  10. Lopp 10 - 25
  11. Lopp 11 - 22
  12. Final - 224 (25:e plats)